# Rhyacophila quana
Rhyacophila quana är en nattsländeart som beskrevs av Malicky och Chantaramongkol 1989. Rhyacophila quana ingår i släktet Rhyacophila och familjen rovnattsländor. Inga underarter finns listade i Catalogue of Life.